# Abraham Susenier

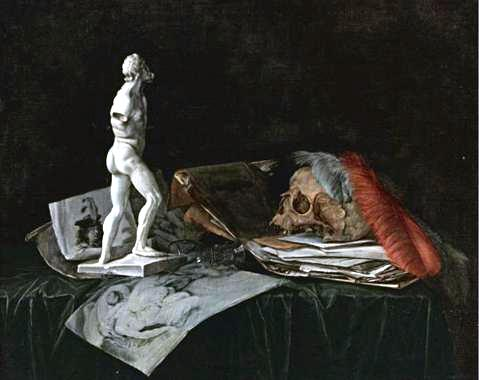
Stilleven met beeld en schedel

Abraham Susenier (Leiden, ca. 1620- Dordrecht, na 1666) was een Nederlands kunstschilder uit de periode van de Gouden Eeuw. Hij vervaardigde landschappen en zeegezichten, waarvan er slechts enkele bewaard zijn gebleven, maar voornamelijk stillevens.
Hij was veelzijdig in de keuze van zijn thema's, zoals blijkt uit een 17e-eeuwse inventarislijst waarin werken vermeld staan als "'een viswyfken', 'twee lantschappen', 'de stadt Dord[rech]t' en 'een swaen'". Ook de stillevens variëren en tonen onder meer bloemen, vruchten, vissen, kreeften en schelpen. Ook maakte hij zogenaamde 'ontbijtjes' en vanitasstillevens, zoals hiernaast afgebeeld.
Over het leven van Susenier is weinig bekend. Vanaf ca. 1640 bevond hij zich in Den Haag, in 1646 vestigde hij zich in Dordrecht, waar hij zijn verdere leven zou blijven wonen en werken. Kort na zijn aankomst in de stad werd hij lid van het pas opgerichte plaatselijke Sint-Lucasgilde.
De schilder gebruikte op zijn werken het monogram 'AB S', waardoor zijn werk in het verleden wel werd toegeschreven aan Abraham Steenwyck of aan Abraham van Beijeren. Pas in de vroege 20e eeuw werden de werken geïdentificeerd als de zijne.